# Wilson (pueblo)
Wilson es un pueblo ubicado en el condado de  Niágara en el estado estadounidense de Nueva York. En el año 2000 tenía una población de 5,840 habitantes y una densidad poblacional de 45.5 personas por km².

## Geografía
Wilson se encuentra ubicado en las coordenadas 43°17′36″N 78°50′32″O / 43.29333, -78.84222.

## Demografía
Según la Oficina del Censo en 2000 los ingresos medios por hogar en la localidad eran de $44,557, y los ingresos medios por familia eran $61,315. Los hombres tenían unos ingresos medios de $40,750 frente a los $23,494 para las mujeres. La renta per cápita para la localidad era de $19,654. Alrededor del 5.2% de la población estaban por debajo del umbral de pobreza.